# Primeira Divisão 1987-1988
La Primeira Divisão 1987-1988 è stata la 50ª edizione della massima serie del campionato portoghese di calcio e si è conclusa con la vittoria del Porto, al suo decimo titolo.
Capocannoniere del torneo è stato Paulinho Cascavel (Sporting CP) con 23 reti.

## Classifica finale
|    | Classifica           | Pt | G  | V  | N  | P  | GF | GS |
| -- | -------------------- | -- | -- | -- | -- | -- | -- | -- |
| 1  | Porto                | 66 | 38 | 29 | 8  | 1  | 88 | 15 |
| 2  | Benfica              | 51 | 38 | 19 | 13 | 6  | 59 | 25 |
| 3  | Belenenses           | 48 | 38 | 18 | 12 | 8  | 52 | 38 |
| 4  | Sporting             | 47 | 38 | 17 | 13 | 8  | 62 | 41 |
| 5  | Boavista             | 46 | 38 | 16 | 14 | 8  | 42 | 25 |
| 6  | Sporting de Espinho  | 40 | 38 | 13 | 14 | 11 | 42 | 38 |
| 7  | Desportivo de Chaves | 40 | 38 | 13 | 14 | 11 | 51 | 31 |
| 8  | Vitória Setúbal      | 40 | 38 | 15 | 10 | 13 | 56 | 43 |
| 9  | Marítimo             | 39 | 38 | 11 | 17 | 10 | 36 | 37 |
| 10 | Penafiel             | 38 | 38 | 10 | 18 | 10 | 36 | 45 |
| 11 | Sporting Braga       | 34 | 38 | 8  | 18 | 12 | 32 | 42 |
| 12 | Farense              | 34 | 38 | 12 | 10 | 16 | 36 | 50 |
| 13 | Portimonense         | 34 | 38 | 12 | 10 | 16 | 35 | 50 |
| 14 | Vitória de Guimarães | 33 | 38 | 11 | 11 | 16 | 48 | 50 |
| 15 | Elvas                | 33 | 38 | 8  | 17 | 13 | 35 | 40 |
| 16 | Académica de Coimbra | 33 | 38 | 9  | 15 | 14 | 32 | 42 |
| 17 | Varzim               | 30 | 38 | 7  | 16 | 15 | 31 | 52 |
| 18 | Rio Ave              | 28 | 38 | 7  | 14 | 17 | 29 | 67 |
| 19 | Salgueiros           | 25 | 38 | 6  | 13 | 19 | 31 | 62 |
| 20 | Sporting da Covilhã  | 21 | 38 | 5  | 11 | 22 | 30 | 70 |

### Verdetti
- Porto campione di Portogallo 1987-1988.
- Porto qualificato alla Coppa dei Campioni 1988-1989
- Vitória Guimarães qualificato alla Coppa delle Coppe 1988-1989
- Benfica,  Belenenses e  Sporting Lisbona qualificate alla Coppa UEFA 1988-1989.
- O Elvas,  Académica,  Varzim,  Rio Ave,  Salgueiros e  Covilhã retrocesse.